# Joe Edelston
Joe Edelston (27 tháng 4 năm 1891 – 10 tháng 3 năm 1970) là một cầu thủ bóng đá và huấn luyện viên bóng đá người Anh, được nhớ đến nhiều nhất với 17 năm phục vụ cho Fulham tại Football League với vai trò cầu thủ, huấn luyện viên tạm quyền, và huấn luyện viên đội dự bị. Ông cũng từng thi đấu cho Hull City và Manchester City và nằm trong đội hình FA XI với chuyến du đấu Nam Phi năm 1910. Sau đó ông dẫn dắt Reading và làm việc cho Brentford và Leyton Orient ở vị trí huấn luyện viên. Con trai của ông Maurice cũng là một cầu thủ bóng đá và sau đó là một bình luận viên bóng đá thành công.